# Monumento a Cristoforo Colombo (Milano)
Il monumento a Cristoforo Colombo è una scultura di autore ignoto affacciata su Via Boschetti a Milano.

## Descrizione dell'opera
La statua mostra Cristoforo Colombo in piedi; porta nella mano destra un berretto, mentre con la mano sinistra si appoggia a un'ancora posta a fianco di alcune gomene.
La statua è posta in un giardino privato, ma è visibile dalla strada.